# Vars-sur-Roseix
Vars-sur-Roseix ist eine Gemeinde im Bereich des Zentralmassivs in Frankreich. Sie gehört zur Region Nouvelle-Aquitaine, zum Département Corrèze und zum Arrondissement Brive-la-Gaillarde. Die Bewohner nennen sich Varsois. 

## Lage
Nachbargemeinden sind Ayen im Westen, Saint-Bonnet-la-Rivière im Nordwesten, Saint-Cyr-la-Roche im Norden, Objat im Osten, Saint-Aulaire im Südosten und Saint-Cyprien im Südwesten. Das Gemeindegebiet wird im Nordosten vom Flüsschen Roseix durchquert, an der Grenze zu Objat mündet sein Zufluss Ruisseau du Mayne.

## Sehenswürdigkeiten
- Flurkreuz aus dem 18. Jahrhundert
- Kirche Saint-Benoît aus dem 12. Jahrhundert

## Bevölkerungsentwicklung
| Jahr      | 1962 | 1968 | 1975 | 1982 | 1990 | 1999 | 2008 | 2012 |
| --------- | ---- | ---- | ---- | ---- | ---- | ---- | ---- | ---- |
| Einwohner | 221  | 211  | 227  | 257  | 280  | 254  | 304  | 348  |